# Fernando Martínez López
Fernando Martínez López (Vélez-Blanco, 1949) es un político e historiador español. Desde 2020 se desempeña como secretario de Estado de Memoria Democrática del Gobierno de España, cargo que había desempeñado anteriormente con el rango de director general entre 2018 y 2019.
Martínez ha sido coordinador del Mapa de Fosas de Andalucía y alcalde de Almería entre 1991 y 1995, y también fue brevemente senador por Almería, ocupando la Secretaría Primera de la Mesa del Senado en la XIII legislatura.

## Trayectoria académica
Estudió Humanidades en el Seminario de Almería y bachillerato en los institutos de esa ciudad y de Lorca (Región de Murcia). 
Es doctor en Filosofía y Letras e Historia Contemporánea por la Universidad de Granada y se dedica profesionalmente a la enseñanza como catedrático de Historia Contemporánea en la Universidad de Almería, donde imparte asimismo cursos de doctorado.
Como especialista en la época de la Restauración borbónica y el republicanismo español de los siglos XIX y XX, ha dirigido y participa en diversos grupos y proyectos de investigación, congresos y seminarios internacionales. Es director de cursos de verano en la Universidad Complutense de Madrid y la Universidad Internacional de Andalucía. 
Además, ha sido profesor invitado en la École des Hautes Études en Sciences Sociales de París y en la Universidad Carlos III de Madrid.

## Trayectoria política
El Movimiento Comunista de Andalucía (MCA) presentó a Fernando Martínez López, profesor de Historia Contemporánea del Colegio Universitario de Almería, de 31 años de edad, quien ya había sido candidato al Senado en las elecciones de 1979. Entre sus mítines, cabe destacar el celebrado en la mañana del domingo 23 de noviembre, que contó con la participación del parlamentario de Unión del Pueblo Canario Fernando Sagaseta.
Es militante del Partido Socialista Obrero Español, desde cuyas filas fue concejal de Cultura y Participación Ciudadana del Ayuntamiento de Almería durante la legislatura 1987-1991 y alcalde entre 1991 y 1995. Entre 1993 y 1995 ocupó asimismo la presidencia de la Federación Andaluza de Municipios y Provincias (FAMP). Fue un destacado militante del MCA, Movimiento Comunista Andaluz.
Tras su paso por el consistorio almeriense, continuó vinculado con la política local como representante de los ayuntamientos españoles en la Cámara de Poderes Locales y Regionales del Consejo de Europa, tarea que llevó a cabo entre 1993 y 1996. Entre 1994 y 1996 coordinó asimismo las relaciones entre dicha cámara y el Parlamento Internacional de Escritores. Fue ponente y redactor de la Carta de Ciudades-Refugio, aprobada el 31 de mayo de 1995 en el plenario de la misma.
Ha sido director general de la Memoria Histórica, dependiente del Ministerio de Justicia, durante el Gobierno Sánchez. En las elecciones generales de abril de 2019, fue elegido senador para la XIII legislatura por la provincia de Almería. Durante dicha legislatura, fue elegido secretario primero de la Mesa del Senado y vocal de las comisiones de Asuntos Exteriores, de Cooperación Internacional para el Desarrollo, de Función Pública y de Suplicatorios.

## Memoria histórica

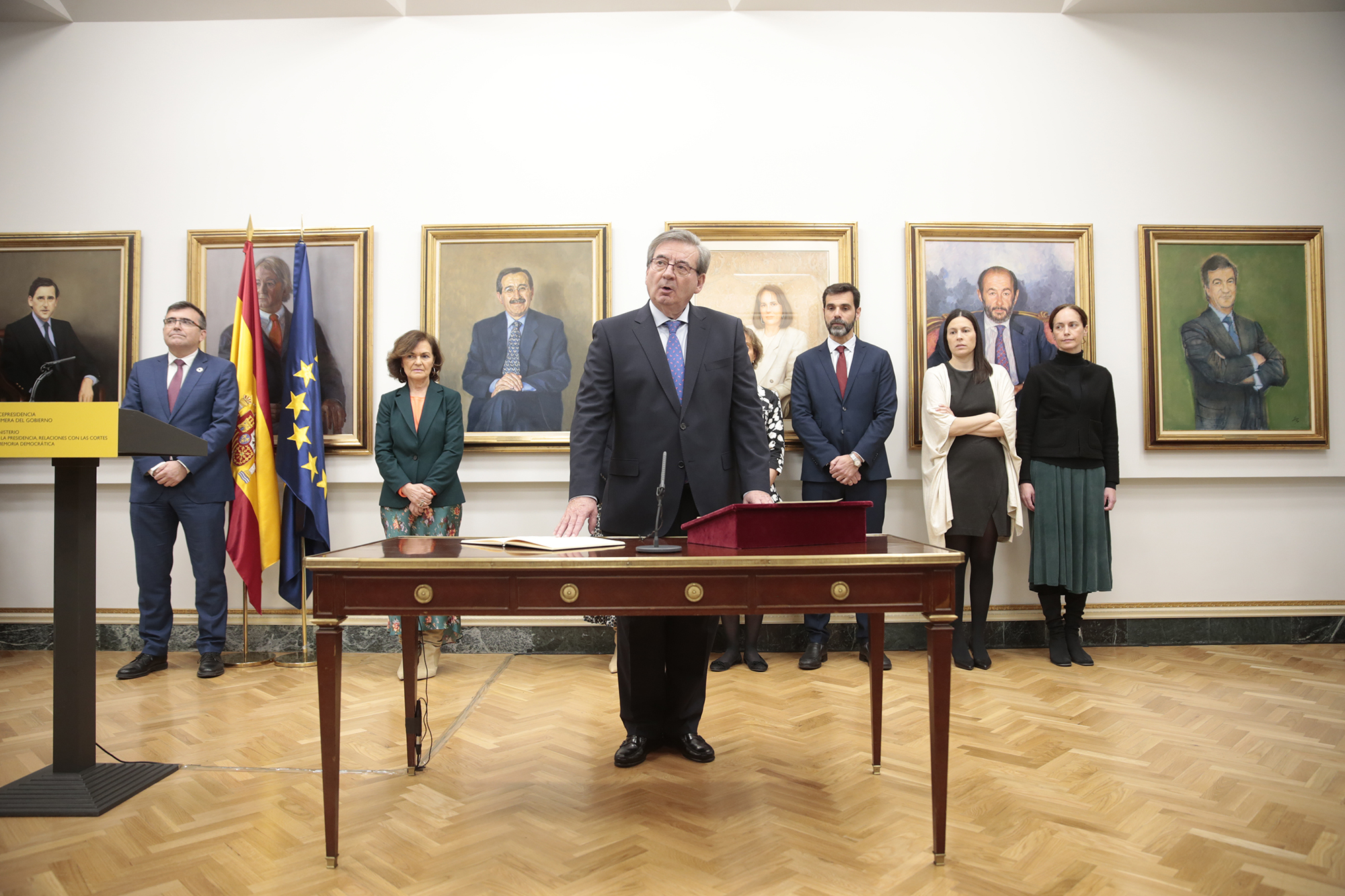
Toma de posesión como secretario de Estado en febrero de 2020.

Martínez López es especialista en temas vinculados con la memoria histórica. Ha sido coordinador del Mapa de Fosas de Andalucía y coordinador e investigador principal de los proyectos de investigación de universidades andaluzas relativos a las actuaciones de los Tribunales de Responsabilidades Políticas en Andalucía (1936-1945) y a la represión franquista de la masonería andaluza y el exilio republicano andaluz de 1939.
El 29 de junio de 2018 fue nombrado director general para la Memoria Histórica, un nuevo departamento, dependiente de la Subsecretaría de Justicia, creado por el presidente Pedro Sánchez en el Ministerio de Justicia que por aquel entonces lideraba Dolores Delgado, que tenía como objetivo impulsar la Ley de Memoria Histórica de España.
El 17 de enero de 2020 fue nombrado secretario de Estado de Memoria Democrática del Ministerio de la Presidencia, Relaciones con las Cortes y Memoria Democrática, dirigido hasta 2021 por Carmen Calvo.